# Vrnitev (film, 2003)
Vrnitev (rusko Возвращение, translit. Vozvraščenije) je ruski dramski film iz leta 2003, ki ga je režiral Andrej Zvjagincev po scenariju Vladimirja Moisejenka in Aleksandra Novotockega. V glavnih vlogah nastopajo Vladimir Garin, Ivan Dobronravov, Konstantin Lavronenko in Natalija Vdovina. Zgodba prikazuje najstniška brata Andreja (Garin) in Ivana (Dobronravov), katerih oče (Lavronenko) se po dvajsetih letih vrne domov in ju odpelje na počitnice na odmaknjeni otok, ki se spremenijo v preizkus moškosti skoraj mitičnih razsežnosti. Snemanje je potekalo okoli Ladoškega jezera v bližini Sankt Peterburgu in v Finskem zalivu.
Film je bil premierno prikazan 25. junija 2003 in je naletel na dobre ocene kritikov. Na Beneškem filmskem festivalu je osvojil glavno nagrado zlati lev in tudi nagrado za najboljši prvenec. Osvojil je tudi nagrado za najboljši tuji film na Mednarodned filmskem festivalu v Palm Springsu, evropsko filmsko nagrado za odkritje leta in nagrado BBC Four World Cinema, nominiran pa je bil za zlati globus za najboljši tujejezični film. V Rusiji je osvojil nagrade Nika za najboljši film in fotografijo, Združenja ruskih filmskih kritikov za najboljši film, fotografijo in prvenec ter zlatega orla za najboljši film, fotografijo in zvok. Leta 2016 se je v anketi filmskih kritikov s strani BBC-ja uvrstil na 80. mesto najboljših filmov 21. stoletja.

## Vloge
- Vladimir Garin kot Andrej
- Ivan Dobronravov kot Ivan (Vanja)
- Konstantin Lavronenko kot oče
- Natalija Vdovina kot mati